# Memrise
Memrise es una herramienta de aprendizaje en línea con cursos creados por su comunidad, que se centran principalmente en enseñar idiomas, pero también para materias académicas y no académicas. Usa flash cards aumentadas con reglas mnemotécnicas, parcialmente reunidas a través de la psicología de masas - y el efecto de memoria espaciada para aumentar la rapidez y la facilidad del aprendizaje.

## Fundación
Memrise fue fundado por Ed Cooke, experto en la memoria, y Greg Detre, neurocientífico de la Universidad de Princeton especializado en la ciencia de la memoria y del olvido.

## Competencias
Memrise se lanzó en beta en privado, luego de ganar la competencia de TigerLaunch del Club de Emprendimientos de Princeton, en el 2009. En julio del 2010, Memrise fue nombrado uno de los ganadores de la competencia de Mini-Seedcamp, en Londres. En noviembre del 2010, Memrise fue elegido uno de los finalistas para el TechCrunch de Europa de 2010 del año. En marzo del 2011, Memrise fue seleccionada una de las empresas emergentes (startups) de los Techstars de Boston.

## Cursos de la Comunidad
Los usuarios de la plataforma tienen la posibilidad de crear "cursos" personalizados, que consisten en listas de palabras y frases cuidadosamente seleccionadas, que pueden ir acompañadas de audio e imágenes. Estos cursos pueden utilizarse para el aprendizaje individual o compartirse con la comunidad haciéndolos disponibles públicamente en el catálogo de cursos. Esta funcionalidad ha llevado a la acumulación de una gama diversa de "cursos comunitarios" con el tiempo, lo que ha resultado útil para el estudio de idiomas con recursos limitados o de interés especializado, además de los idiomas más populares.
En 2012, menos de dos años después de su lanzamiento, Memrise ya había obtenido mediante crowdsourcing materiales para aproximadamente 100 idiomas, "desde el catalán hasta el criollo haitiano". Se crearon cursos por parte de entusiastas para enseñar klingon, toki pona y esperanto, entre otros idiomas artificiales. También se cubrieron idiomas clásicos, como el latín y el griego antiguo.
En Taiwán, el Departamento de Educación del gobierno de la ciudad de Keelung impulsó medidas para fomentar la educación en lenguas indígenas y locales publicando materiales de aprendizaje basados en Memrise para los idiomas amis, taroko, hakka taiwanés y hokkien taiwanés. El periodista Joshua Foer, en un intento de comunicarse con los pueblos pigmeos de la cuenca del Congo, pudo aprender lingala, un idioma con pocos materiales de aprendizaje, utilizando cursos comunitarios.
Las comunidades lingüísticas de idiomas en peligro han utilizado la plataforma para ayudar en sus esfuerzos de revitalización, como demuestra el caso del sami de Ume, una lengua hablada por menos de 50 personas en Suecia. En Estados Unidos, naciones indígenas publicaron cursos en Memrise para apoyar los esfuerzos de revitalización de sus lenguas patrimoniales, incluidos el cheroqui, el seneca, el comanche, el potawatomi y el choctaw. El éxito de este proyecto "inspiró el inicio de proyectos similares entre hablantes de otras lenguas indígenas", como el Unangam Qilinĝingin para enseñar la lengua aleutiana hablada en Alaska. Se pueden encontrar cursos de muchos otros idiomas en peligro, incluyendo otras lenguas sami, hawaiano, yiddish, córnico, groenlandés, navajo, irlandés y galés.
El Instituto de Investigación Colaborativa de Lenguas, fundado en la Universidad de California, organizó un taller en 2018 para enseñar a los participantes a usar Memrise para enseñar y aprender lenguas en peligro con el objetivo de revitalizarlas, considerando que Memrise es "una herramienta ideal para la revitalización lingüística porque es flexible, orientada a la comunidad, fácil de usar, divertida y gratuita" y "una excelente manera para que los ancianos fluidos y los jóvenes más familiarizados con la tecnología colaboren en un proyecto de revitalización". Una investigación realizada por NEȾOLṈEW̱, una asociación canadiense que trabaja en la revitalización de lenguas indígenas, elogia el efecto motivador de la tabla de clasificación de Memrise para los estudiantes, pero plantea preocupaciones sobre la cuestión de la soberanía de los datos. En 2023, los éxitos de los proyectos de Memrise para el sami de Ume y el kristang fueron citados como "historias inspiradoras" por la publicación de la UNESCO sobre iniciativas digitales para lenguas indígenas.
Además de recursos para el aprendizaje de idiomas, la comunidad ha producido cursos para otras materias, incluida geografía, historia, matemáticas, ciencias naturales, algunos diseñados para intereses generales y otros para la preparación de exámenes.
En julio de 2024, Memrise anunció en una publicación de blog que los cursos comunitarios se eliminarían de su nueva experiencia de aplicación, trasladándolos a una plataforma separada.

## Trampas de usuarios
A fines de septiembre del 2012, el leaderboard en el sitio web fue suspendido debido a que se encontró que los usuarios habían estado usando bots y otras aspilleras, como cursos de fotos de personajes famosos, para juntar muchos más puntos de los que es posible sumar al usar honestamente el sistema de aprendizaje. El sitio eligió entonces a un nuevo leaderboard.

## Versión no beta
El 1 de octubre del 2012, se les permitió a 100 usuarios inscribirse a una versión no beta del sitio web, llamada Memrise 1.0.

## Descargas
Desde mayo del 2013, existe una app de Memrise que puede descargarse tanto en la App Store (para iOS) como en Google Play.

## Prensa
En 2011, Memrise fue revisado por Finanzas Diarias de AOL, la Revisión Tecnológica de MIT, MSNBC, y Gizmodo.